# Chambre de commerce et d'industrie de l'Aude
La chambre de commerce et d'industrie de l'Aude est née en 2016 de la fusion de la chambre de commerce et d'industrie de Carcassonne-Limoux-Castelnaudary et de la chambre de commerce et d'industrie de Narbonne - Lézignan-Corbières et Port-la-Nouvelle.
Elle fait partie de la chambre de commerce et d'industrie de région Occitanie.

## Missions
Elle constitue un organisme chargé de représenter les intérêts des entreprises commerciales, industrielles et de service du département de l'Aude et de leur apporter certains services. C'est un établissement public qui gère en outre des équipements au profit de ces entreprises.
Comme toutes les CCI, elle est placée sous la double tutelle du Ministère de l'Industrie et du Ministère des PME, du Commerce et de l'Artisanat.

## Service aux entreprises
- Centre de formalités des entreprises
- Assistance technique au commerce
- Assistance technique à l'industrie
- Assistance technique aux entreprises de service
- Point A (apprentissage)
- Assistance aux entrepreneurs indépendants et aux télésalariés : Programme Soho Solo1
- Gestion d'équipements dont celui du Port de commerce de Port-la-Nouvelle et de sa criée[2]
- Centres de formation[3]
- Gestion de la pépinière d'entreprises « CréAude » à Castelnaudary.
- De 2016 à 2020, la Chambre de commerce et d'industrie de l'Aude cofinança le poste de « Manager de centre-ville » avec la ville de Carcassonne[4].

## Historique
Son siège se trouve dans l'ancien « Hôtel de Murat » (XVIIIe siècle), situé dans la bastide Saint-Louis, à Carcassonne. Elle partage une partie de ses locaux depuis 2018 avec l'antenne de la « Maison de la Région Occitanie » de Carcassonne.

### Présidents de la CCI Aude
- De 2016 à 2019 : Bernard Ballester[7]
- De 2019 à 2021 : Jean Caizergues[8]
- À partir de novembre 2021 : Louis Madaule[9],[10]

## Pour approfondir